# Aliasing
In elettronica l'aliasing, o distorsione da campionamento lento, da sottocampionamento o equivocazione, nell'elaborazione numerica dei segnali è il fenomeno per il quale due segnali analogici diversi possono diventare indistinguibili una volta campionati: questo costituisce un serio problema che si riflette direttamente sull'uscita del sistema in esame, alterandone la veridicità. L'aliasing può verificarsi sia nel tempo (aliasing temporale) sia nello spazio (aliasing spaziale).

## Descrizione
I segnali analogici vengono spesso convertiti in digitali per essere successivamente elaborati o archiviati. Durante questa conversione analogico-digitale il segnale viene sottoposto a due distinte discretizzazioni: la discretizzazione dei tempi, detta campionamento, e la discretizzazione delle ampiezze, detta quantizzazione.

Al contrario nella conversione digitale-analogica il segnale digitale viene trasformato nuovamente in un segnale analogico operando una interpolazione.

### Campionamento di un segnale sinusoidale

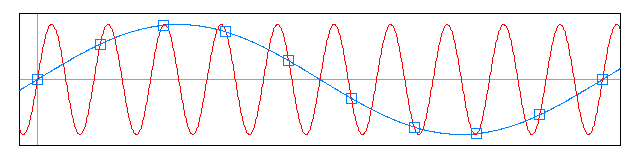
Esempio di aliasing dovuto ad un campionamento a frequenza insufficiente di una semplice sinusoide (in blu il segnale ricostruito)

Campionando un segnale sinusoidale con una certa frequenza l'insieme dei punti che si acquisiscono non permette di identificare univocamente una sola sinusoide.
Dato che, tramite l'analisi di Fourier, ogni segnale continuo può essere visto come sovrapposizione di un numero arbitrario di seni e coseni, risulta importante in teoria dei segnali riuscire a limitare questa ambiguità.

### Il teorema del campionamento di Nyquist-Shannon
Un importante risultato matematico in questo ambito è dato dal teorema del campionamento di Nyquist-Shannon. Questo afferma che, per campionare un segnale a banda finita senza perdita di informazione, bisogna campionarlo con frequenza almeno doppia della frequenza della componente spettrale del segnale informativo a frequenza più elevata (detta anche frequenza di Nyquist).

### Aliasing
Se non viene rispettato tale teorema, cioè si ha un sottocampionamento del segnale analogico nel dominio del tempo, nel dominio delle frequenze si ha la produzione di frequenze non proprie del segnale originario (alias) e viceversa dal dominio della frequenza al dominio del tempo si genera una distorsione del segnale originario, divenuto ora non più fedele.

## Diagnostica per immagini

### Ecografia
Nell'ecografia Doppler si può incorrere nell'artefatto dell'aliasing. È tipico del Doppler pulsato e del Color Doppler, mentre non si verifica col Doppler continuo e nel Power Doppler.

Si verifica quando la frequenza campionata è più alta della metà della frequenza di emissione degli impulsi. Per tal motivo l'immagine viene rappresentata come diretta in senso inverso rispetto alla direzione reale.
Per esempio il flusso sanguigno verrà codificato con un colore contrario alla direzione del flusso rispetto alla sonda: per convenzione infatti il rosso è utilizzato per indicare un flusso verso la sonda, mentre il blu un flusso che si allontana. A causa dell'aliasing il colore sarà invertito.

### Risonanza magnetica
Quando l'oggetto è di dimensioni superiori al campo di vista, l'immagine viene ricostruita con le strutture esterne ripiegate sullo strato esaminato.